# Mikhaïl Artsibàixev
Mikhaïl Petróvitx Artsibàixev, rus: Михаи́л Петро́вич Арцыба́шев, polonès: Michał Arcybaszew (5 de novembre [C.J. 24 d'octubre] de 1878 Dobroslàvivka, actual óblast de Sumi a Ucraïna, llavors gubèrnia de Khàrkov a l'Imperi Rus - 3 de març de 1927, Varsòvia, Polònia) fou un escriptor i dramaturg rus, i un dels principals defensors de l'estil literari conegut com a naturalisme. Era net de Tadeusz Kościuszko i pare de Boris Artzybasheff, que va emigrar als Estats Units i es va fer famós com a il·lustrador. Després de la Revolució Russa, Artsibàixev va emigrar a Polònia el 1923, on va morir el 1927.

## Biografia

### Primers anys

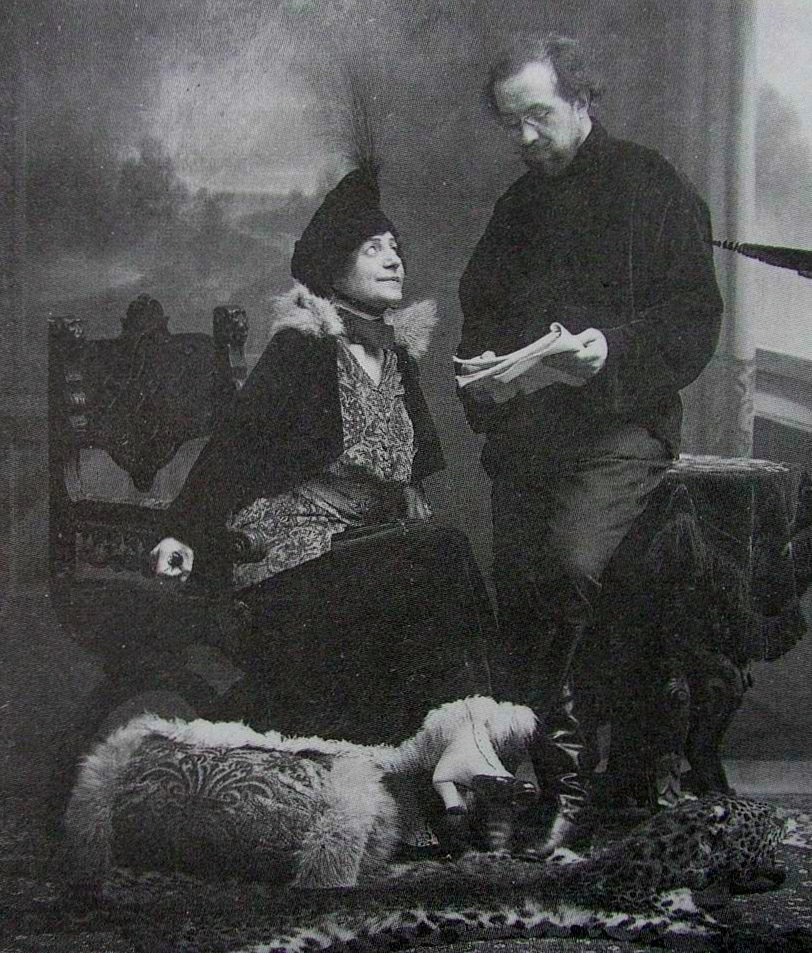
Mikhaïl Artsibàixev llegeix la seva obra Zakon dikaria ("La llei és descoratjadora") a l'actriu Lídia Iavórskaia. Foto de Karl Bulla. 1915

Provinent de la noblesa local, el pare era el cap de policia de l'uiezd. La seva mare, que era polonesa, va morir de tuberculosi quan tenia només 3 anys. Les seves altres arrels ètniques incloïen ascendències franceses, georgianes i tátares Va estudiar al gimnàs d'Okhtirka i a l'escola de dibuix i pintura de Khàrkiv (1897-1898). A partir de 1894 va col·laborar en diaris provincials (al diari Khàrkiv Iujni krai, rus: Южный край), publicant notes, informes i històries. El 1898 es va traslladar a Sant Petersburg. Va publicar ressenyes d'exposicions, caricatures, històries divertides a la Peterburgskoi gazete Peterburgskom listke u a la revista Xut. El 1897 va intentar suïcidar-se. El 1898 es va casar amb Anna Vassílievna Kobuixko, amb qui va tenir un fill, Borís. La parella es va separar el 1900.

### Carrera
El 1898 es va traslladar a Sant Petersburg, on va treballar com a periodista independent i va publicar històries divertides. El 1901 va ser expulsat de la ciutat per participar en una manifestació.
Va escriure la seva primera obra important de ficció, la història Paixà Tumànov, rus: Паша Туманов, el 1901, però no va poder publicar-la fins al 1905, ja que va ser prohibida pel censor.
Considerava la seva novel·la La mort de Lande, rus: Смерть Ланде Smert Lande (1904) com la seva millor obra, però el seu gran èxit va ser la novel·la Sanin (1907), que va escandalitzar els seus lectors russos i va ser prohibida a molts països. Va escriure Sanin el 1903, però no va poder publicar-la fins al 1907, de nou a causa de la censura El protagonista de la novel·la ignora totes les convencions socials i s'especialitza a seduir les noies verges del país. En una escena notòria, una noia intenta rentar-se unes vergonyoses taques blanques del vestit, després d'haver mantingut relacions sexuals amb Sanin. La novel·la va ser escrita sota la influència de la filosofia de Max Stirner, i estava destinada a exposar els principis de l'anarquisme individualista.
Artsibàixev va dir el següent pel que fa al seu desenvolupament com a escriptor:
| « | El meu desenvolupament va estar molt fortament influenciat per Lev Tolstoi, tot i que mai no vaig compartir les seves opinions sobre la no resistència al mal. Com a artista em va dominar i em va semblar difícil no modelar la meva feina. Fiódor Dostoievski, i fins a cert punt Anton Txékhov, va tenir un paper gairebé tan gran, i Victor Hugo i Johann Wolfgang von Goethe estaven constantment davant els meus ulls. Aquests cinc noms són els dels meus mestres i mestres literaris. | » |

En una entrevista del 1913 va donar les seves opinions sobre la literatura:
| « | Sentit comú, coherència, argumentació, una idea clara i concreta del subjecte que constitueix la trama de l'obra, una avaluació reflexiva dels fenòmens introduïts en la novel·la, claredat i concreció són aquestes coses les que demano d'una obra literària. | » |

Va fer aquest comentari sobre Friedrich Nietzsche:
| « | Sovint es pensa aquí (a Rússia) que Nietzsche va exercir una gran influència sobre mi. Això em sorprèn, per la simple raó que mai no he llegit Nietzsche. Aquest brillant pensador no té simpaties amb mi, tant en les seves idees com en la forma bombant de les seves obres, i mai no he superat les primeres pàgines dels seus llibres. Max Stirner és per a mi molt més proper i comprensible. | » |

### Vida posterior
Es va traslladar a Moscou el 1912. El 1917-18 va publicar la seva obra antibolxevic "Notes d'un escriptor", rus: Записки писателя Zapiski pissàtelia
Sota el pretext de rebre tractament a l'estranger, el 1923 Artsibàixev va marxar cap a Polònia. Allí va rebre la nacionalitat polonesa, perquè la seva mare era polonesa de naixement. Considerava la seva vida futura a l'URSS impossible; la seva marxa a l'estranger s'explica pel fet que la voluntat dels bolxevics no es podia tolerar. "Què són els immigrants? ... Són persones que no van poder reconciliar-se amb la tirania bolxevic i preferien la dura llibertat de l'exili que no pas viure sota els flagells dels botxins del Kremlin. Honoreu-los i lloeu-los! .. ", - escriu l'autor en l'article «Emigràntskaia vobla», rus: Эмигрантская вобла

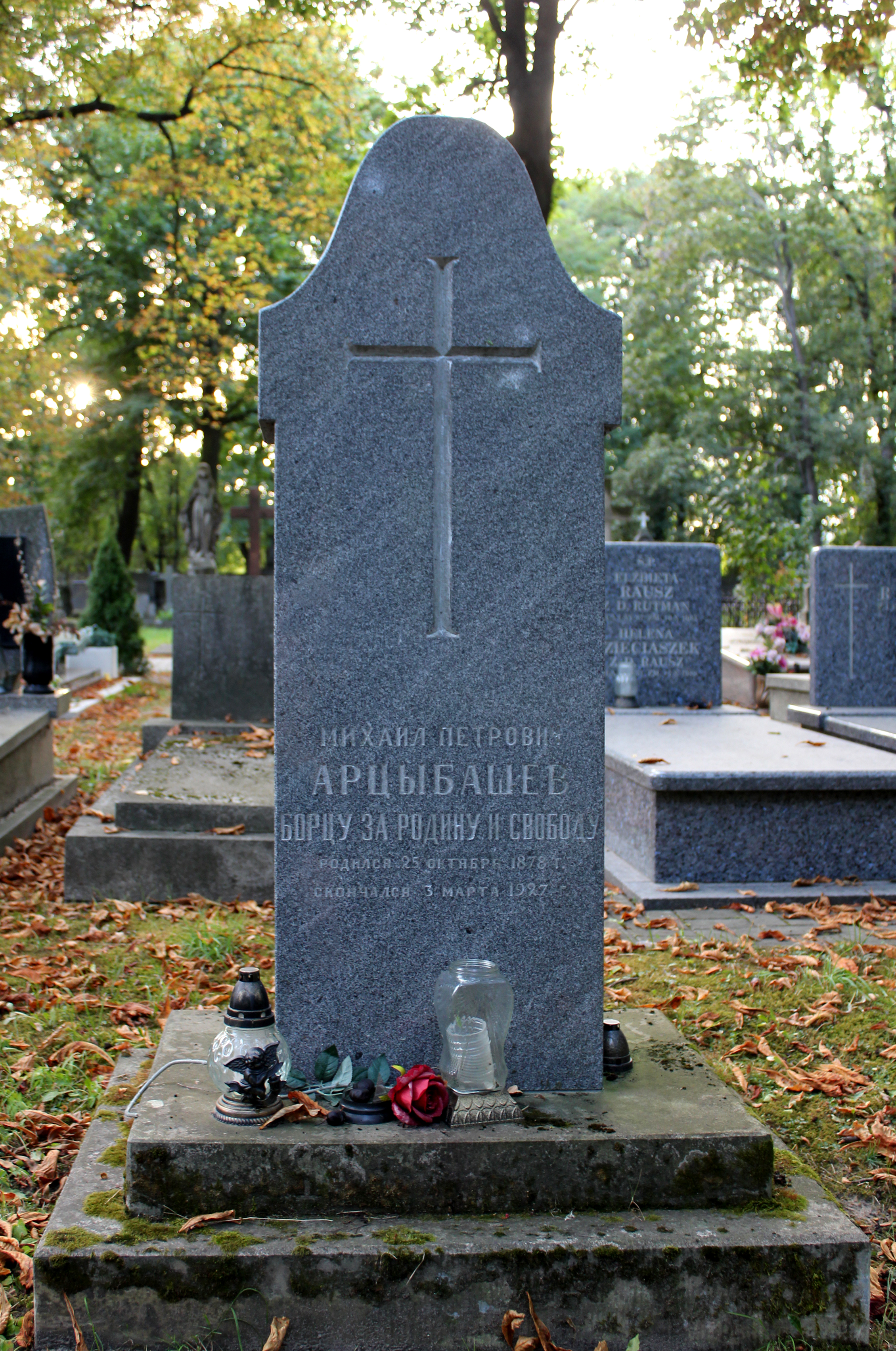
La tomba de Artsibàixev al Cementiri ortodox de Varsòvia, any 2023

A Polònia, Artsibàixev es va convertir en un dels líders i col·laborador habitual del diari "Per a la llibertat!", rus: За свободу!, en el qual, en particular, va publicar ressenyes principalment de contingut social i polític sota el títol general de "Notes d'un escriptor". Aquí, en el període comprès entre 1923 i 1927, Artsibàixev va publicar aproximadament un centenar d'articles. El tema principal d'aquests materials és l'exposició al bolxevisme. L'autor també escriu sobre la revolució, es refereix a temes de l'emigració, de la vida social de la societat, de crítiques als mitjans de comunicació de l'URSS, de la vida literària de Rússia, etc.
Era conegut com un enemic irreconciliable del règim bolxevic, i els crítics soviètics anomenaven les novel·les dels seus seguidors saninstvo i artsibaixévtxina (ambdós termes es consideren despectius). Va morir a Varsòvia el 3 de març de 1927 a causa de la tuberculosi i va ser enterrat al cementiri ortodox de Varsòvia. La seva producció literària no es va publicar a l'URSS fins a finals dels anys vuitanta.